# Black Mask 2
Black Mask 2 (黑俠 IIS, Hak hap 2P) è un film del 2002 diretto da Tsui Hark.
Si tratta del sequel del fortunato La vendetta della maschera nera, basato sull'omonimo personaggio del manhua di Li Chi-Tak.

## Trama
Maschera Nera continua la sua lotta contro il male ma allo stesso tempo cerca di trovare una cura per il suo siero che lo rende invincibile. Qui si troverà a fronteggiare un gruppo di genetisti che vuole modificare il DNA umano, creando degli ibridi tra uomo e animale. Non sarà un lavoro facile per Maschera Nera, ma il destino della razza umana ora è nelle sue mani.

## Differenze con il film originale
Il film, pur essendo il sequel, presenta alcune incongruenze con la pellicola originale, le cui sono:
- L'ambientazione, rispetto al primo film, è molto più futuristica e fantascientifica.
- Nel primo film Maschera Nera ottiene i suoi poteri per mano di scienziati che lavoravano con l'esercito, qui si dice che sia stato creato da un cervello gigante chiamato Zeus.

## Sequel
Il regista Tsui Hark aveva annunciato per il 2008 un sequel del film. La voce si era dispersa per un bel po' di tempo, fino a quando il progetto fu abbandonato.